# Goševo (Sjenica)
Goševo (Servisch cyrillisch Гошево) is een plaats in de Servische gemeente Sjenica. De plaats telt 70 inwoners (2002).